# 前田よしひろ
前田 よしひろ（まえだ よしひろ、1954年3月4日 - ）は、元・音楽家。
ロックバンド、トッシュのボーカルとして活動していた（山形ユキオとツインボーカル）。兵庫県神戸市出身。本名：前田 吉寛（読みは同じ）。

## 来歴
高校時代からロックバンドを結成、神戸の音楽喫茶やGoGoホールで演奏する。
当時、通っていた高校は丸坊主しか認められず、ライブはカツラを被って歌っていたという。
その後、寛永通宝というバンドに参加。フラワー・トラベリン・バンドやクリエイション、カルメン・マキ&OZ、キャロル等と共演。1973年に上京し、数々のバンドを渡り歩く。
この時期にソウルミュージックに出会いロック以外の音楽にも興味を持つようになる。
1976年頃、裸舞（ラブ）というディスコに出演しながらもハードロックやオリジナル曲を演奏するバンドに参加。オリジナル曲は主に前田が作っていた。このバンドで横須賀米軍キャンプ内のEnlisted Men's club （EM クラブ）に1年、専属バンドとして出演、基地内で人気を博す。
ディスコやクラブ出演に嫌気がさして裸舞を解散。ベースの野中'サンジ'良浩（後にARBに参加）ともう一人のボーカル山形ユキオを誘いトッシュを結成。

## 作品
- 偽りの世界（寛永通宝　1972年12月7日　しんがー・そんぐ・らいたー・コンテスト実況録音　日本コロムビア）
- 多羅尾判内（トッシュ　1979年　ステレオ劇画『多羅尾判内』日本フォノグラム）
- 愛ゆえに　（トッシュ　1979年　ステレオ劇画『多羅尾判内』日本フォノグラム）
- ヤットデタマンの歌（トッシュ　1981年タイムボカンシリーズ・ヤットデタマンの主題歌）[1]